# الغواصة الألمانية يو-4710
غواصة يو-4710 غواصة يو بوت ألمانية من الفئة الثالثة والعشرون بنيت لسلاح بحرية ألمانيا النازية كريغسمارينه، في أحواض فريدريش كروب في كيل خلال الحرب العالمية الثانية.